# Gordon McCallum
Gordon McCallum (Chicago, 26 de maio de 1919 — Dorset, 10 de setembro de 1989) é um sonoplasta estadunidense. Venceu o Oscar de melhor mixagem de som na edição de 1972 por Fiddler on the Roof, ao lado de David Hildyard.